# 曾庶凡
曾庶凡(1897-1990)，中华人民共和国政治人物。
担任民盟中央委员。西南军政委员会人民监察委员会委员。1957年补选。1954年，当选第一届全国人民代表大会代表。